# Ragaa Al Geddawy
Ragaa Al Geddawy (em árabe: رجاء الجداوي; 6 de setembro de 1934 - 5 de julho de 2020) foi uma atriz e modelo egípcia. Ela foi uma das atrizes mais queridas e uma das mais proeminentes do Oriente Médio, com uma frutífera carreira de seis décadas.

## Carreira
Al Geddawy nasceu em 6 de setembro de 1934 em Ismaília. Em seus primeiros anos, depois de se mudar para a grande cidade do Cairo, morou com sua tia, dançarina do ventre e atriz Taheyya Kariokka.
Ela recebeu sua educação primária nas escolas franciscanas do Cairo, antes de trabalhar no departamento de tradução de uma empresa de publicidade. Ela então mudou-se para a modelagem, depois que ela foi coroada Miss Egito em 1958.
Al Geddawy então se apresentou em Douaa Al-Kawrawan (The Nightingale's Prayer) em 1959.
Em 1960, ela apareceu em Ishaaet Hob (A Rumor of Love) ao lado de Omar Sharif e Soad Hosny. O filme gira em torno do jovem e tímido Hussein (Sharif) que se apaixona por sua prima Samiha (Husni), que está muito ocupada ansiando por sua outra prima. Al Geddawy interpretou o amigo de Samiha.
Em 1962, ela estrelou a comédia dramática Al Forsan Al Thalatha (Os Três Mosqueteiros). O filme seguiu um advogado honrado (Ismail Yassine) que escreveu sobre suas virtudes em uma revista, antes de herdar uma boate e ter seu mundo virado de cabeça para baixo. Al Geddawy interpretou sua filha, Huda, que está apaixonada por seu primo Nabil (Mahmoud Azmy), mas prometida a Sheikh Fadel (Abdel Salam Al Nabulsy).
Em 1967, ela apareceu em Karamat Zawgaty (My Wife's Dignity) ao lado de Salah Zulfikar e Shadia. O filme gira em torno de Mahmoud (Zulfikar) que é um mulherengo e passa todo o seu tempo em relacionamentos sem pensar em casamento e tenta se aproximar de Nadia (Shadia), que o obriga no final a se casar com ela. Al Geddawy interpretou o amigo de Mahmoud, Suhair.
Em 1987, Al Geddawy apareceu em Al Beh Al Bawab (O Porteiro) ao lado de grandes nomes como Ahmed Zaki, Safia El Emari e Fouad el-Mohandes. O filme acompanhava um homem que trabalhava como porteiro e trabalhava como corretor.
Em 2006, Al Geddawy incorporou o papel de Taheyya Kariokka na série Cinderela, dirigida por Samir Seif.
Na fase final de sua carreira, era mais provável que ela fosse vista em séries de televisão do que em filmes. Um de seus principais papéis finais foi Enayat na bem-sucedida série de TV egípcia Grand Hotel, lançada em 2016; foi uma adaptação de um programa de TV espanhol, Gran Hotel, de mesmo nome.
Seu último papel como atriz foi em uma série de TV intitulada Lu'bat Al Nesyan (Forgetfulness Games) em 2020. Ela contraiu o coronavírus ( SARS-CoV-2 ) alguns dias depois de terminar as filmagens.

## Vida pessoal
Al Geddawy casou-se com Hassan Mokhtar, que era goleiro do Ismaily SC, em 22 de novembro de 1970, com quem teve uma filha, Amira.

## Morte
Al Geddawy morreu em 5 de julho de 2020, aos 85 anos, após ficar em isolamento médico por 43 dias e foi submetido a respiração artificial no Hospital Abu Khalifa, em Ismailia, após contrair COVID-19 durante a pandemia de COVID-19 no Egito.
Seu corpo foi liberado do isolamento médico depois que a oração fúnebre foi realizada dentro do hospital. Ele foi transportado em um caixão selado de metal em uma ambulância para o cemitério da família em Al-Basatin, no Cairo.

## Tributo
O astro de Hollywood Jean-Claude Van Damme prestou homenagem a Al Geddawy compartilhando uma imagem da dupla no Instagram, na qual mencionou que a conheceu alguns meses antes de sua morte.